# 두더지
두더지(Mogera robusta)는 두더지과 두더지속에 속하는 포유동물이다. 중국, 한국, 러시아 등지에 서식한다. 큰두더지(또는 일본두더지 Mogera wogura)의 아종으로 간주하기도 한다. 또 다리는2개이다

## 특징
몸길이는 9-11cm, 꼬리길이는 1.2-3.5cm이다. 몸은 원통 모양이고, 목이 뚜렷하지 않다. 몸의 털은 부드럽고 곧게 서며, 빛깔은 암갈색 또는 흑갈색이다. 머리와 몸 아랫면은 주황색인데 이것은 피선(皮腺)에서의 분비액에 의해 착색된 것이다. 주둥이는 길고 뾰족한데, 그 끝과 윗면이 밖으로 드러난다. 눈은 매우 작아서 살 속에 묻혀 있다. 이빨은 매우 예리하며 42개이다. 땅에 터널을 파고 생활하는 동물로서 후각과 청각이 매우 발달했다.

## 생활 방식

### 서식지
두더지의 집은 집 위에 쌓인 흙더미의 크기로 알 수 있는데, 두더지가 먹이를 찾을 때 만드는 흙더미보다 훨씬 크다.

### 먹이
먹이는 나비류의 유충·번데기·거미·지렁이·풍뎅이·민달팽이·지네·달팽이 등이다.

### 번식
두더지는 태어난 지 2-3년이면 새끼를 낳을 수 있다. 3-4월에 짝짓기를 하고 1년에 1회, 2-7마리의 새끼를 낳는다. 성장이 매우 빨라서 6개월이면 앞발을 제외하고 어미와 비슷한 크기로 자란다. 수명은 5년 정도이다.

### 천적
두더지는 몸집이 작아서 천적들에게 당하기가 쉽다. 두더지를 노리는 대표적인 천적으로는 올빼미, 왜가리, 족제비, 담비, 오소리, 여우, 고양이 등이 있다. 특히 올빼미는 먹이의 절반이 새끼 두더지일 정도로 대표적인 천적이다.

## 분포 및 서식지
한국·일본·중국 등지에 분포하며, 서식지는 산지 삼림과 숲, 초원 그리고 농지 등이다. 대개 숲을 좋아한다.

## 같이 보기
- 한국의 포유동물